# نمباي
نمباي (بالإنجليزية: نمباي) هي إضافة على لغة البرمجة بايثون، تٌستخدم للتعامل مع المصفوفات الكبيرة والحقول متعددة المستوى، وكذلك توفر مكتبة كبيرة من الاقترانات الرياضية عالية المستوى للعمل على هذه الحقول والمصفوفات.
فكرة نمباي جاءت من الإضافة جيم هوغنن والتي كانت في الأساس مطورة من قِبَل جيم هيوجيونين. وفي عام 2005 قام ترافياس أوليفانت بإنشاء نمباي بميزات ال Numeric وبإضافات واسعة عليها. يٌذكر أن نمباي هي من البرمجيات مفتوحة المصدر.

## الخواص
نمباي يقوم بتنفيذ أوامره من خلال مترجم سي بايثون، وبالتالي فإن الخوارزميات الرياضية المكتوبة بهذا الإصدار من بايثون غالباً يتم تنفيذها بشكل أبطأ. يقوم نمباي بالتغلب على هذه المشكلة من خلال تزويد حقول متعددة المستوى وإقترانات تتعامل بكفائة مع هذه الحقول. لذلك فإن أي خوارزمية يمكن كتابتها على شكل إقتران على مصفوفات أو حقول متعددة المستوى، يمكن أن تتم بنفس السرعة كما لو أنها مكتوبة بلغة سي.
استخدام نمباي في بايثون يعطي وظائف مماثلة مثل الوظائف الموجودة في ماتلاب، وكلاهما يسمح للمستخدم بكتابة برامج بسرعة، لطالما أن هذه البرامج تعمل على الحقول أو المصفوفات.

### الحقول متعددة المستويات ndarray
الجوهر الأساسي لنمباي هي الحقول متعددة المستويات (ndarray: n-dimensional array). بالمقارنة مع الحقول الموجودة مسبقاً في بايثون (محتوياتها ليست من نفس النوع)، فإن ال ndarray تحوي على محتويات من نفس النوع(مثلاً عدد صحيح أو نص).

## أمثلة

### إنشاء حقل
```
>>>
 
import
 
numpy
 
as
 
np

>>>
 
x
 
=
 
np
.
array
([
1
,
 
2
,
 
3
])

>>>
 
x

array
([
1
,
 
2
,
 
3
])

>>>
 
y
 
=
 
np
.
arange
(
10
)
 
# مثل الاقتران نفسه في بايثون ولكن يعطي حقل كمٌخرج

>>>
 
y

array
([
0
,
 
1
,
 
2
,
 
3
,
 
4
,
 
5
,
 
6
,
 
7
,
 
8
,
 
9
])

```

### العمليات الأساسية
```
>>>
 
a
 
=
 
np
.
array
([
1
,
 
2
,
 
3
,
 
6
])

>>>
 
b
 
=
 
np
.
linspace
(
0
,
 
2
,
 
4
)
 
# يقوم بإنشاء حقل من أربع نقاط تبدأ ب 0 وتنتهي ب 2

>>>
 
c
 
=
 
a
 
-
 
b

>>>
 
c

array
([
 
1.
 
,
 
1.33333333
,
 
1.66666667
,
 
4.
 
])

>>>
 
a
**
2

array
([
 
1
,
 
4
,
 
9
,
 
36
])

```

### إقترانات
```
>>>
 
a
 
=
 
np
.
linspace
(
-
np
.
pi
,
 
np
.
pi
,
 
100
)

>>>
 
b
 
=
 
np
.
sin
(
a
)

>>>
 
c
 
=
 
np
.
cos
(
a
)

```

### جبر خطي
```
>>>
 
from
 
numpy.random
 
import
 
rand

>>>
 
from
 
numpy.linalg
 
import
 
solve
,
 
inv

>>>
 
a
 
=
 
np
.
array
([[
1
,
 
2
,
 
3
],
 
[
3
,
 
4
,
 
6.7
],
 
[
5
,
 
9.0
,
 
5
]])

>>>
 
a
.
transpose
()

array
([[
1.
 
,
 
3.
 
,
 
5.
 
],

       
[
 
2.
 
,
  
4.
 
,
  
9.
 
],

       
[
 
3.
 
,
  
6.7
,
  
5.
]])

>>>
 
inv
(
a
)

array
([[
-
2.27683616
,
 
0.96045198
,
 
0.07909605
],

       
[
 
1.04519774
,
 
-
0.56497175
,
  
0.1299435
 
],

       
[
 
0.39548023
,
  
0.05649718
,
 
-
0.11299435
]])

>>>
 
b
 
=
 
np
.
array
([
3
,
 
2
,
 
1
])

>>>
 
solve
(
a
,
 
b
)
 
# solve the equation ax = b

array
([
-
4.83050847
,
 
2.13559322
,
 
1.18644068
])

>>>
 
c
 
=
 
rand
(
3
,
 
3
)
 
# create a 3x3 random matrix

>>>
 
c

array
([[
3.98732789
,
 
2.47702609
,
 
4.71167924
],

       
[
  
9.24410671
,
   
5.5240412
 
,
  
10.6468792
 
],

       
[
 
10.38136661
,
   
8.44968437
,
  
15.17639591
]])

>>>
 
np
.
dot
(
a
,
 
c
)
 
# matrix multiplication

array
([[
3.98732789
,
 
2.47702609
,
 
4.71167924
],

       
[
  
9.24410671
,
   
5.5240412
 
,
  
10.6468792
 
],

       
[
 
10.38136661
,
   
8.44968437
,
  
15.17639591
]])

```

## قراءة إضافية
- Bressert، Eli (2012). Scipy and Numpy: An Overview for Developers. O'Reilly Media. ISBN:978-1-4493-0546-8.

## وصلات خارجية
- نمباي على موقع Open Hub (الإنجليزية)
- نمباي على موقع Free Software Directory (الإنجليزية)
- صفحة برنامج نمباي  على أوبن هب
- الموقع الرئيسي
- تاريخ نمباي